# Lasioglossum callidum
Lasioglossum callidum är en biart som först beskrevs av Grace Sandhouse 1924.
Lasioglossum callidum ingår i släktet smalbin och familjen vägbin. Inga underarter finns listade i Catalogue of Life.

## Beskrivning
Huvud och mellankropp är gröna med gulaktig glans till blågröna. Antennerna är övervägande mörkbruna, munskölden är bronsfärgad nedtill, mörkbrun upptill och benen är bruna med fötterna på mitt- och bakbenen rödbruna till gulbruna hos honan, blekt brungula hos hanen. Vingarna är halvgenomskinliga med gulbruna ribbor hos honan, rödbruna hos hanen. Bakkroppen är mörkbrun med halvgenomskinliga, brungula bakkanter på segmenten. Behåringen är vitaktig, och täcker sällan underlaget helt. Arten är liten: Honan har en kroppslängd på 5,2 till 6,5 mm, och en längd på framvingen på 3,6 till 4,9 mm; motsvarande värden hos hanen är 5,9 till 6,7 mm för kroppslängden, och 3,8 till 4,6 mm.

## Utbredning
Utbredningsområdet omfattar mellersta och östra USA samt sydligaste Kanada, från Wisconsin, Michigan, Ontario och New York i norr, västerut till Colorado, Atlantstaterna söderut till South Carolina samt sydgräns i Georgia, Alabama och Mississippi. Arten är sällsynt i Kanada, men vanlig i östra USA utom längst i norr.

## Ekologi
Lasioglossum callidum flyger från juni till augusti. Arten är oligolektisk, den flyger till blommande växter från många olika familjer: Lökväxter som löksläktet, korgblommiga växter som korsörtssläktet, maskrosor och gullrisarter, korsblommiga växter som Physaria filiformis, ljungväxter som Rhododendron maximum, ärtväxter som segelbuske och sötväpplingar, grobladsväxter som azurpenstemon, slideväxter som boveten, videväxter som viden, samt rosväxter som virginiahägg, rosor, hallonsläktingen Rubus flagellaris, aplar och blåbär.